# Tumor dentinogênico de células fantasmas
O tumor dentinogênico de células fantasmas (TDCF) é uma neoplasia odontogênica benigna relativamente rara, caracterizada pela presença de células fantasmas. Esse tipo de tumor era considerado anteriormente uma variante sólida do cisto odontogênico calcificante, mas desde 2005 a OMS o reclassificou como uma patologia distinta.

## Sinais e sintomas
O TDCF pode se apresentar como uma tumefação de crescimento exuberante, causando trismo e até mesmo edema dos linfonodos cervicais. Os dentes associados ao tumor tendem a não serem vitais, e a terem mobilidade dentária.

## Aspectos radiográficos e histológicos
Radiograficamente, o TDCF possui características semelhantes a outros cistos odontogênicos, sendo uma lesão relativamente bem definida, uni ou multiloculada, radiolúcida. Ele pode causar elevação do seio maxilar quando em maxila, deslocamento dos dentes associados e/ou reabsorção das raízes. Em alguns casos, pode haver focos radiopacos de calcificação no tumor.
Histologicamente, o tumor é caracterizado pela presença de células fantasmas e ilhotas de epitélio ameloblástico e de retículo estrelado, dentro de um estroma tumoral de tecido conjuntivo maduro. Por ser histologicamente semelhante ao ameloblastoma com células fantasmas, a proporção de células fantasmas superior a 1-2% e a presença de matriz dentinoide são características importantes que tornam o TDCF uma entidade distinta. As células não possuem atipia e há poucas figuras mitóticas no tumor, caracterizando benignidade.

## Causas
As causas ainda são desconhecidas. Apesar de ser um tumor benigno, o TDCF é caracterizado pela infiltração local de células do epitélio odontogênico, apontando para a origem do tumor, mas também relacionando a taxa de recidiva alta encontrada, assim como a possibilidade de transformação maligna.

## Epidemiologia
A incidência do TDCF é de <3% dos tumores odontogênicos, e mais da metade dos pacientes afetados são de origem asiática. Homens são mais afetados (2:1) e o TDCF é mais frequente em pacientes de 40-60 anos de idade. Ele acomete mais frequentemente as regiões posteriores de maxila e mandíbula, especialmente em mandíbula.

## Diagnóstico
O diagnóstico é feito através de exame anatomopatológico, através da confirmação de células fantasmas e produção de matriz osteodentinoide. Além de hematoxilina-eosina, imuno-histoquímica pode auxiliar no diagnóstico, pois o TDCF é positivo para CK5, CK7, CK14 e CK19. Possui um índice de proliferação (Ki67) baixo (<5%).
Pode fazer diagnóstico diferencial com cisto odontogênico calcificante, ameloblastoma com células fantasmas e carcinoma odontogênico de células fantasmas. O TDCF também está frequentemente associado a dentes inclusos e odontomas.

## Prognóstico e tratamento
O prognóstico do TDCF é favorável, embora possua alta taxa de recidiva. Apesar de benigno, o tumor pode passar por transformação maligna em um carcinoma odontogênico de células fantasmas. O tratamento mais recomendado é a ressecção cirúrgica radical, mas há na literatura relatos de casos de marsupialização com sucesso no tratamento.